# Parti socialiste unifié (Maroc)
Pour les articles homonymes, voir Parti socialiste unifié.
Le Parti socialiste unifié (PSU), anciennement Parti de la gauche socialiste unifiée, est un parti politique marocain de gauche socialiste. Il prend comme référentiel un socialisme ouvert, visant une société plus équitable, et prône les valeurs de la démocratie et de la modernité, il soutient l'évolution vers une monarchie parlementaire. 
Soutenant les classes sociales défavorisées, et l'instauration d'un Maroc de citoyennes et de citoyens et non un Maroc de «sujets», il s'agit du premier et seul parti politique marocain ayant adopté le fonctionnement par courants comme principe de démocratie interne.
Son secrétaire général est depuis novembre 2023, Jamal El Asri, succédant ainsi à l'universitaire Nabila Mounib.

## Historique

### Les origines
Les origines du PSU, comme beaucoup d'autres partis de la gauche marocaine, sont à chercher dans le Mouvement national, dont il se présente comme l'un des héritiers spirituels. L'un des ancêtres du Parti socialiste unifié, l'Organisation de l'action démocratique populaire (OADP), a été fondé par Mohamed Bensaid Aït Idder, résistant contre le protectorat franco-espagnol et opposant politique à la monarchie dès 1960.
Mohamed Bensaid Aït Idder était membre dirigeant de l'ALM (Armée de libération nationale) dans le Maroc espagnol (zone nord) puis, après l'indépendance, se déplaça au sud du Maroc vers les confins sahariens.
L'ALM menait des opérations de guérilla contre les forces espagnoles et françaises, De 1955 à 1958, date de l'opération Écouvillon ayant détruit la structure de l'ALM dans les régions de M'hamid El Ghizlane et les environs des confins sahariens,.
Mais si Bensaid Aït Idder représente l'aspect historique et l'héritage revendiqué de la résistance, d'autres ont aussi contribué à fonder l'histoire partisane. Ces militants, plus jeunes, sont les héritiers des mouvements marxistes-léninistes, maoïstes, nasséristes, trotskystes et bien d'autres factions d'extrême-gauche qui se créèrent après le renvoi du gouvernement Abdallah Ibrahim (1958-1960) et à la suite d'une politique de plus en plus répressive à l'égard du Mouvement national, de la part du Palais: En 1960, le Parti communiste marocain est dissout, et en 1963, des résistants comme M Ait Idder ou Fqih Basri sont inculpés dans le cadre du « Complot de juillet 1963»
Après les émeutes du 23 mars 1965, de jeunes intellectuels d'extrême-gauche, las de l'attentisme de l'UNFP, font scission, grossissent de fait les rangs de l'UNEM, et fondent les organisations «Mouvement du 23 mars» et «Au service du peuple» (لنخدم الشعب).
Aux côtés de leurs camarades d'Ila Al Amame (الى الامام), une scission étudiante et radicale de l'ex-Parti communiste marocain, ils tentent, le 23 mars 1971, lors du XIVe congrès de l'UNEM, de créer un mouvement de contestation structuré et organisé, à l'instar de Mai 68 en France.
Ce congrès marque la rupture avec l'UNFP, qui contrôlait l'appareil étudiant.
Cette tentative de création d'un front de gauche radicale a rapidement échoué, essentiellement à cause de la répression policière qui s'abat sur les étudiants dans les universités, les écoles et les lycées, mais aussi à cause des nombreux désaccords entre les différentes factions. Les arrestations se multiplient entre 1972 et 1973, puis reprennent en 1977, détruisant les structures de ces groupuscules d'extrême-gauche.

### Vers une action politique légale: après 1983
En 1983, le retour d'exil de Mohamed Bensaid Aït Idder est une étape importante dans la création d'un des ancêtres du PSU: l'Organisation de l'action démocratique populaire.
Le début des années 1980 est marqué un ralentissement de la répression policière contre les mouvements gauchistes (qui ont été presque tous dispersés), et quelques militants souhaitent reprendre une activité politique mais cette fois-ci légale. On retrouve ainsi des militants de l'UNFP qui souhaitaient un engagement plus actif dans la scène politique, des détenus du «23 mars» libérés, des reconvertis d'Ilal Amam, et ont tous commencé à discuter de la mise en place d'un parti politique, reconnu par le pouvoir, mais qui garde un ton critique vis-à-vis de la monarchie:
Le 1er janvier 1983, donc, un des ancêtres du PSU est né: l'OADP puisait dans un référentiel marxiste-léniniste, mais cherche aussi à se démarquer de son rôle de «séminariste de la gauche», en soutenant les listes de l'USFP lors des élections de juin 1983, puis en présentant eux-mêmes des candidats en septembre 1984, date à laquelle M. Aït Idder réussit à décrocher un siège au Parlement.
L'OADP est considérée alors comme la «conscience de la gauche marocaine», c'est-à-dire, à l'époque, l'USFP et le PPS. N'ayant pas le poids pour négocier avec le pouvoir, l'OADP garde malgré tout un ton critique vis-à-vis de ses partenaires de la Koutla et du pouvoir. Il s'agissait surtout de créer une alternative crédible et une structure de base pour la démocratisation du Maroc.
L'une des actions les plus médiatiques de l'OADP consistait en une intervention courageuse de Bensaîd Aït Idder en 1989, puis en 1991, qui interpellait l'ancien ministre de l'intérieur, Driss Basri et le ministre de la justice, sur le sort des détenus de Tazmamart, à une époque où la simple évocation de ce nom relevait du tabou le plus absolu.

### La réforme constitutionnelle de 1996

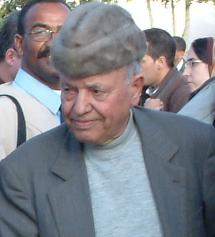
M. Ait Idder lots du IIe congrès du PSU, 2007.

Malgré le résultat des élections de 1993 (où l'intervention du ministère de l'intérieur falsifie les résultats électoraux), l'USFP, et la Koutla acceptent une nouvelle fois de se mettre à la table des négociations avec le souverain, Hassan II. En effet, la Koutla estime avoir des preuves qu'il y a eu « intervention de l'administration».
L'USFP, fatiguée par des années d'opposition, traversée par des courants contradictoires, bouleversée par la mort d'un chef mythique en la personne de Abderrahim Bouabid, assiste à un changement radical de sa politique vis-à-vis du pouvoir. l'USFP accepte comme les autres partis politiques, la proposition royale du référendum de 1996.
L'OADP a été la seule formation politique — avec l'UNFP — à refuser le référendum, en tout cas, à rejeter la nouvelle constitution dans la forme proposée, puisqu'elle signifie une reconnaissance institutionnalisée de la prééminence de la monarchie, une confirmation de ses pouvoirs déjà étendus, et surtout, un recul par rapport aux ouvertures de la réforme constitutionnelle de 1992.
Alors que la Koutla avait longtemps milité pour une assemblée constituante, étape préliminaire à la rédaction d'une constitution réellement démocratique, le référendum signait la défaite des partis du mouvement national, qui reconnaissant de fait la prééminence et la victoire de la monarchie et sa consécration en tant que force politique dominante.
L'OADP, qui est un petit parti, ne peut faire entendre sa voix pendant la campagne du référendum, qui est un plébiscite pour le «Oui» et, comme punition pour son opposition à la constitution royale, le ministre de l'intérieur de l'époque, Driss Basri, orchestra une scission qui aboutit à la création du PSD (Parti socialiste démocratique de Aïssa Oudghiri) dont les membres étaient plus enclins à suivre le consensus, et à participer à ce qui sera plus tard le gouvernement d'alternance. Le PSD se fondera dans l'USFP en 2006.
L'OADP a subi un coup sévère, conjugué à la position devenue de plus en plus conciliante avec le pouvoir de la part de ses partenaires de la Koutla.

### Le renouveau: la gauche socialiste unifiée
Vers la fin des années 1990 s'était constitué le G5, une sorte de d'alliance réunissant divers mouvements de gauche, parmi lesquels Annahj Addimocrati (ex Ilal Amam), ainsi que les quatre mouvements qui créeront plus tard la GSU. Puis, en 2002, Le projet d’unité de la gauche radicale des années 1970 commence à se concrétiser.
Au terme d’un congrès constitutif, organisé les 13,14 et 15 juillet 2002 à Casablanca, quatre composantes de l’extrême gauche marocaine ont fusionné en un seul parti, à savoir :
1. L'OADP ;
2. Les Démocrates indépendants ;
3. Le Mouvement pour la démocratie ;
4. Potentialités de gauche.

Ces quatre mouvements se sont fondus en une seule structure partisane.
Pour la première, la GSU, bien que milite pour une « gestion ouverte » du dossier (c'est-à-dire, ouverte à tous les citoyens), semble cautionner la solution politique (l'autonomie élargie) proposée par l’État marocain et reprise à leur compte par le secrétaire général de l’ONU et son envoyé spécial pour la région. Quant à la seconde, le document recommande « la reconnaissance constitutionnelle (de l’amazigh) en tant que langue nationale au côté de l’arabe et la sauvegarde des droits culturels et linguistiques de la composante amazighe ». Dans l’optique des dirigeants du nouveau parti, toutes les réformes économiques, sociales et culturelles indispensables au Maroc demeurent tributaires de « grandes réformes constitutionnelles et politiques ». (Le Reporter).
À l'origine, la GSU avait comme logo 4 bougies, symbolisant les 4 mouvements fondateurs. En 2005, avec la fusion de la GSU et de l'association « Fidélité à la Démocratie » une seule bougie a été gardée. Le choix politique de la bougie est clair : la GSU affiche par là un lien très fort avec la culture ou les mouvements des droits de l'homme, au Maroc comme l'AMDH, ou au niveau international comme Amnesty International.
Lors des élections législatives du 27 septembre 2002, le parti a obtenu trois sièges à la Chambre des représentants. À noter que la GSU boycotte les élections de la deuxième chambre, cette position faisant partie de la réforme constitutionnelle demandée.
En 2005, le PGSU et le parti « Fidélité et Démocratie » ont fusionné pour donner naissance au Parti socialiste unifié.
En 2007, il met en place avec le Parti de l'avant-garde démocratique et socialiste et le Congrès national Ittihadi un système de liste commune sur 75 % des circonscriptions et des listes libres sur les 25 % restantes. En septembre 2007 la liste Rissala (« Lettre ») obtient quate sièges au Parlement.
Après les élections communales de juin 2009, la décision a été prise de développer l'Alliance de la gauche démocratique (le PSU, le CNI et le PADS), dans le sens d'une fusion des trois formations politiques en un seul parti.

#### L'émission Hiwar
Il s'agit d'un fait rare dans les annales de la télévision publique marocaine, puisqu'une personnalité de gauche radicale a été invitée à s'exprimer librement et en direct.

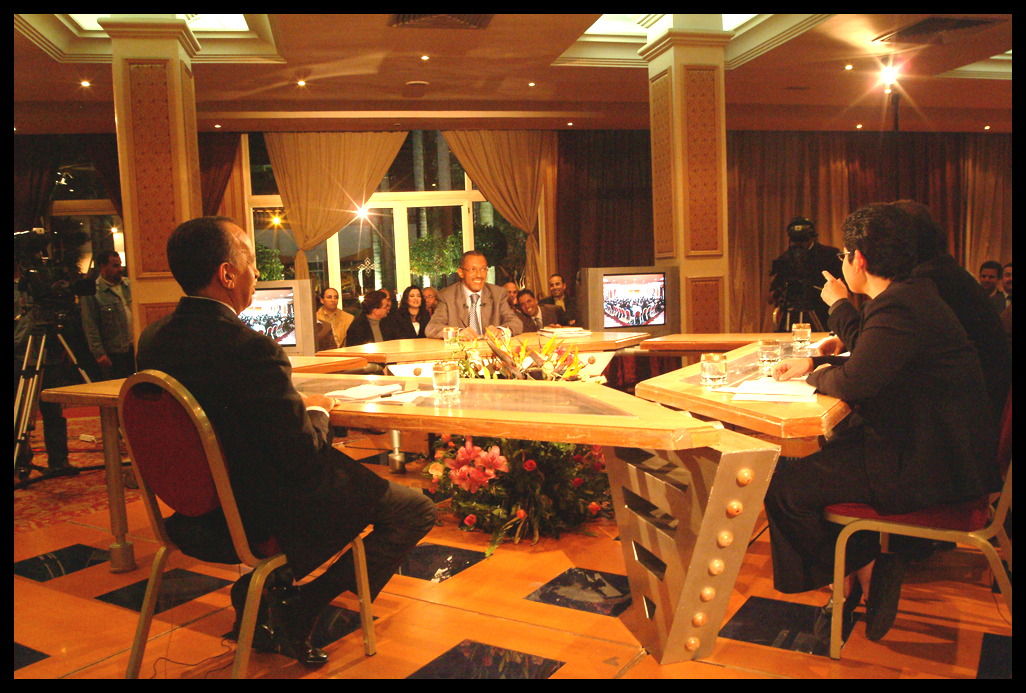
Mohamed Sassi lors de l'émission Hiwar.

Le passage de Mohamed Sassi, secrétaire général adjoint du Parti socialiste unifié, dans l’émission Hiwar (TVM), a été en effet une première dans l'histoire d'une chaîne de télévision pratiquant par le passé la langue de bois. Mohamed Sassi a eu l'occasion d'exprimer pleinement les vues du parti, sans auto-censure aucune de sa part.
Parmi les sujets abordés, le cas de l'Article 19, les prérogatives du Roi, le gouvernement de l’ombre, autant de sujets touchant au cœur du système politique marocain.Mohamed Sassi a fait sensation en revendiquant une monarchie parlementaire, «novatrice, peu coûteuse et ouverte sur l’avenir». Il a ainsi appelé à la suppression de «l’institution» (et non pas du titre) d’Imarat Al Mouminine, considérant par ailleurs la Ba’ïa (allégeance) comme un rituel, une tradition, «dans tous les cas une pratique en dessous de la loi suprême du pays: la Constitution». Face à Sassi, Mostapha El Khalfi, ex-rédacteur en chef d’Attajdid et membre du bureau politique du PJD s’est montré particulièrement virulent, surtout quand Sassi a appelé à établir une distinction claire, y compris au sommet de l’État, entre le religieux et le politique. Ou encore quand l’ancien homme fort de Fidélité à la démocratie a déclaré que le PSU était ouvert sur les islamistes «démocrates» comme Al Badil Al Hadari ou Haraka Min Ajl Al Oumma.

#### Le PSU sur le terrain: les coordinations de lutte contre la vie chère et la dégradation des services publics
Le Parti socialiste unifié œuvre aussi sur le terrain en participant aux coordinations, aux côtés de l'Alliance de la gauche démocratique (composée du PADS, du PSU et du CNI), d'Annahj Addimocrati et de l'AMDH et des associations de quartier. Il s'agit d'une nouvelle forme de militantisme par laquelle le PSU est directement impliqué dans les problèmes quotidiens des Marocains

## Idéologie
Le PSU puise son idéologie du référentiel socialiste critique en tant que courant politique majeur basé sur la pratique social. Il est de ce fait pour une distribution égalitaire des richesses et contre les disparités flagrantes dans la distribution des richesses. Prônant la liberté d'expression, la démocratie, la transparence, et l'État de droit, il critique violemment les inégalités flagrantes et les violations des droits de l'homme.
Le PSU se définit ainsi comme étant un parti socialiste moderne et ouvert, à l'opposé de tout nationalisme chauviniste et fermé. Il promeut la modernisation de l'institution parlementaire en tant que pouvoir législatif fort, efficace et démocratique, dans le cadre d'une vraie séparation des pouvoirs, pierre angulaire de toute démocratie.
Enfin sur le plan de la politique extérieure, le PSU prend position en faveur de la lutte du peuple palestinien, et contre l'impérialisme des États-Unis et du sionisme.

## Projet de société
Le projet de société du PSU prône « un Maroc démocratique, moderne, solidaire et tourné vers l'avenir ».
Et pour réaliser son programme, le PSU veut :
- mettre fin au système des privilèges et des passe-droits, à la corruption et à la dilapidation des deniers publics ;
- réaliser la séparation des pouvoirs et lier la décision politique aux urnes et assurer ainsi la transition vers une monarchie parlementaire ;
- faire passer les établissements et les services publics, notamment les services de sécurité, sous la responsabilité du gouvernement ;
- promouvoir un parlement assurant pleinement son rôle de législateur et de contrôleur de l'activité gouvernementale ;
- réaliser l'indépendance de la justice en tant que pierre angulaire de tout développement et base de tout État de droit ;
- assurer l'égalité des chances et d'accès aux services fondamentaux ;
- s'appuyer sur le potentiel de la jeunesse et des ressources humaines ;
- assurer la modernisation et l'assainissement des secteurs vitaux ;
- veiller à ce que les prestations sociales dans des secteurs comme la santé, l'éducation, l'accès à l'emploi, à la culture, aux loisirs, soient efficaces et généralisées à l'ensemble du territoire marocain et à toutes les couches sociales de la population ;
- lutter contre la pauvreté, l'exclusion, la marginalisation et l'analphabétisme. Pour un Maroc garantissant la dignité à l'ensemble de ses citoyennes et de ses citoyens ;
- œuvrer pour un Maroc unifié, arabe, amazigh, musulman, défendant les valeurs de la citoyenneté, de la liberté, de solidarité et de participation ;
- assurer l'égalité homme-femme ;
- préserver l'environnement pour les générations futures.

## Structure interne
Le PSU est le premier parti marocain ayant institué le droit à la différence, en garantissant le droit à la création de courants politiques, ainsi que leur représentation dans les instances décisionnelles du parti. Il a aussi élaboré un code de conduite qui engage l'ensemble des militants du parti, ainsi qu'une charte de l'éthique engageant les candidats du parti aux élections. Les élections internes du parti sont contrôlées par des organisations de la société civile, pour prouver leur crédibilité et leur transparence. Autre exemple de transparence, c'est que les réunions des instances décisionnelles du parti sont ouvertes à la presse et que des débats publics sont organisés autour des documents présentés aux congrès du parti.

## Programme du PSU lors des élections 2007

### Lutte contre le chômage et la pauvreté
1. Amélioration des conditions sociales pour assurer la solidarité entre les différentes couches de la société, l’équilibre entre les régions du pays, et la garantie des services de base à toutes les citoyennes et les citoyens.
2. Mise en place d’un grand ministère du développement social, avec les moyens humains et matériels nécessaires, pour lutter contre la pauvreté et la marginalisation.
3. Considérer la lutte contre le chômage, surtout celui des diplômés, comme priorité pour l’État et le secteur privé. Associer tous les acteurs et les personnes concernés dans la recherche de solutions intelligentes à ce fléau.
4. l’établissement de l’État des institutions et l’égalité de tous les citoyens devant la loi et l’activation des mécanismes de contrôle et de reddition des comptes ;
5. donner au gouvernement sous le contrôle du Parlement, le pouvoir de nomination aux responsabilités publiques ;
6. exiger la reddition des comptes devant le Parlement et l’opinion publique, pour tous les responsables publics en fin de mandat ;
7. la protection des témoins dans les affaires de corruption et d’abus de biens publics ;
8. mise en place d’une institution indépendante contre la corruption.

### Les grandes orientations économiques
1. subordonner les équilibres macro-économiques aux équilibres sociaux et spatiaux par l’adoption d’une stratégie globale mettant l’homme au centre des objectifs de développement ;
2. l’État doit assumer ses missions de régulateur et de stratège, en élaborant des politiques publiques volontaristes, visant le décollage effectif de l’investissement productif, l’élargissement du marché intérieur, la promotion de l’emploi et la réduction des inégalités ;
3. combattre l’économie de rente et les privilèges illégitimes ;
4. organiser la politique d’ouverture en préservant les équilibres internes, en révisant les accords de libre-échange, en instituant un fonds de mise à niveau économique, sociale et écologique ;
5. réformer les dispositifs de financement du développement à travers des politiques audacieuses de transformation de la dette intérieure en investissements, en imposant les grands exploitants agricoles, et les grandes fortunes.

Le PSU milite pour :
1. une réforme globale de toutes les composantes du système de l’éducation liée à la réforme globale du Maroc et la concrétisation sérieuse et responsable du slogan de « mobilisation nationale pour la réforme » ;
2. la garantie du droit universel à l’éducation et à l’enseignement pour tous, traduction des principes de l’égalité des chances et la démocratisation des services, afin de former les citoyens à être acteurs dans l’édification du pays ;
3. la mise en œuvre d’un programme d’urgence pour sauver l’école et l’université publique en associant les acteurs concernés et en valorisant et motivant le capital humain ;
4. la responsabilisation de toutes les parties concernées - ministères, collectivités locales et entreprises - pour appuyer les réformes, sachant que l’enseignement est un investissement stratégique ;
5. la révision sérieuse des méthodes pédagogiques et des programmes pour assurer la qualité et l’efficience, intégrer les valeurs des droits humains, de la citoyenneté et de l’égalité et encourager la recherche scientifique ;
6. mettre en place les conditions de décentralisation et de déconcentration, et assurer l’audit régulier de la gestion financière et administrative.

### La santé
1. L’adoption d’une « charte nationale de la santé » définissant les priorités de la politique de santé et lui réservant les moyens nécessaires.
2. Mise en place d’un système de santé équitable, spatialement et socialement solidaire, garantissant l’accès de tous les citoyens à des services de santé de qualité.
3. Le respect des principes fondateurs du code de la couverture médicale : égalité aux soins, solidarité et partenariat…
4. Mise en œuvre d’une politique nationale efficiente des médicaments qui réponde aux impératifs sanitaires et économiques, garantissant à l’État les moyens d’intervention dans les domaines vitaux et stratégiques.

Une couverture sociale basée sur la solidarité et le partenariat sur les principes suivants :
1. un système pérenne et équitable de retraites ; répondant aux attentes des salariés ;
2. mise en place d’un dispositif solidaire ; d’indemnisation de la perte d’emploi et du chômage ;
3. mise en place d’un système intégré de couverture sociale multidimensionnelle pour les catégories aux besoins spécifiques comme les handicapés, les marginalisés et les personnes en situation difficile.

### Institutions
La réforme constitutionnelle vise à mettre en place les conditions d’une transition vers la monarchie parlementaire assise sur des institutions modernes libérées des traditions archaïques, la primauté de la loi, rien que la loi, la transformation du gouvernement, en un exécutif homogène, conduit par un Premier ministre, sur la base d’un programme arrêté, en élargissant les pouvoirs du Conseil du gouvernement actuel, par la dévolution de la plupart des prérogatives du Conseil des ministres actuel, et l’adaptation du rôle de l’institution monarchique avec la garantie de lier la décision aux urnes et permettre la demande des comptes aux responsables de la chose publique, et par une architecture du Conseil constitutionnel plus équilibrée et garantissant mieux l’indépendance, et des mécanismes plus simples de contrôle de la constitutionnalité des lois. La Constitution doit reconnaître l’identité Amazigh et établir la langue Amazigh en tant que langue nationale.
le PSU vise à affirmer par la Constitution que la Justice est un pouvoir, à faire reconnaître le droit d’organisation syndicale et associative indépendante des magistrats, à doter le Conseil supérieur de la magistrature de prérogatives réelles, d’un siège et d’une administration autonomes, et d’un règlement intérieur qui garantit l’indépendance par rapport au Ministère de la justice tout en abolissant la présidence du conseil par le Ministre de la justice et ses prérogatives en matière de désignation des juges et de prononciation de peines disciplinaires à l’encontre des magistrats.
Le PSU aspire à :
1. Rationaliser et moderniser l’administration et ses modes de gestion sur la base de la programmation, le contrôle, la moralisation et la motivation ;
2. « Nationaliser » l’administration pour la mettre au service des citoyens, changer le comportement avec des usagers, abolir la bureaucratie, et réorganiser le tissu administratif pour limiter l’hégémonie des autorités sécuritaires et territoriales, et freiner la dilapidation des ressources et la consécration de la compétence et de la probité comme critères d’accès aux responsabilités.

### Monde rural
1. Élargissement et renforcement des infrastructures et des services de base dans le monde rural et création de centres de développement urbain dans la campagne en encourageant les activités industrielles, touristiques, artisanales…
2. Assurer le soutien des petits paysans par la formation, la mise à niveau et l’adhésion aux associations et coopératives et dynamiser les chambres d’agriculture.
3. Organisation d’un colloque national pour trouver des solutions efficientes au problème foncier rural et l’apurement définitif des terres collectives (joumouaa).
4. Assainissement et organisation des circuits de production et de commercialisation.
5. Encouragement de la recherche agricole.

### La culture
1. Transformer le Ministère de la culture en animateur de la création et accompagnateur-catalyseur d’institutions culturelles stables.
2. Adopter une conception plus globale de la culture et plus large que les seuls arts traditionnels.
3. Généraliser les jardins d’enfants et faire de l’école le noyau de base de la promotion de la créativité dans toutes ses formes.
4. Préserver le patrimoine national, le promouvoir, en assurant l’ouverture sur les autres cultures et civilisations humaines.
5. Encourager les différentes expressions culturelles et artistiques des jeunes dans les différentes formes et modes de création.

### L’environnement
1. Sensibiliser les citoyens à l’importance de l’environnement et intégrer l’éducation environnementale dans les programmes scolaires.
2. Encourager la gestion économe des ressources hydrauliques, combattre la pollution des eaux et mettre en place un système efficient de traitement des eaux usées et des déchets solides.
3. Préserver la forêt, les ressources halieutiques, la diversité écologique. Combattre la désertification et l’érosion des terres agricoles.
4. Combattre la pollution de l’air dans les villes.
5. Encourager l’utilisation des énergies renouvelables.
6. Aménager le territoire national en respectant les équilibres écologiques.

## Mouvement 20 février et boycott des élections de novembre 2011
Le PSU s'est très tôt porté solidaire des revendications du Mouvement 20 février, et a fréquemment ouvert les portes de son siège principal rue Agadir (Casablanca) aux réunions des différentes sections et coordination du Mouvement. Le 13 mars 2011, des manifestants se sont réfugiés dans le siège pour se protéger de l'intervention des forces de l'ordre, ce qui a conduit à un affrontement violent entre ces dernières et les militants du PSU qui tenaient une réunion du Conseil National en même temps.
Lors des consultations ouvertes par la Commission nommée par le Roi Mohamed VI et présidée par M. Abdeltif Menouni, le PSU a refusé de rencontrer ou de défendre son projet de réforme constitutionnelle (auparavant refusée en 2006 par Mohamed Moatassim, conseiller du Roi) car remettant en cause sa légitimité. Il s'ensuit que lors de la campagne référendaire précédant le 1er juillet 2011 (date du référendum) le PSU s'est déclaré pour le boycott.
L'option du boycott a été validée pour les élections législatives du 25 novembre 2011, lors de la réunion du Conseil national le 17 septembre.